# Дюлленс, Вилли
Вилхелмюс Мария (Вилли) Дюлленс (нидерл. Wilhelmus Maria "Willy" Dullens; 29 января 1945, Урмонд — 16 июня 2024, Ситтард) — нидерландский футболист, нападающий. В 1966 году был признан футболистом года в Нидерландах.

## Карьера

### Клубная карьера
Во взрослом футболе дебютировал в 1963 году в составе клуба «Ситтардия», где играл на протяжении пяти сезонов. В те годы Дюлленс и Йохан Кройф считались наиболее перспективными игроками страны. Всего в составе «Ситтардии» принял участие в 104 матчах, забив 33 гола. В 1966 году получил тяжёлую травму колена и в последующие годы травма только усугубилась. В сезоне 1968/69 выступал за клуб «Фортуна», которая появилась после объединения «Ситтардии» и «Фортуны 54'».
Дюлленс завершил футбольную карьеру в 1968 году в возрасте 23 лет, свой последний матч он сыграл 8 декабря против АЗ. В связи с этим Кройф и Шак Сварт организовали для него благотворительный матч. Этот матч между клубами «Аякс» и «Алеманния» на Олимпийском стадионе в Амстердаме посетили более 60 000 зрителей.

### Карьера в сборной
В 1966 году дебютировал в официальных матчах в составе национальной сборной Нидерландов. Его первым выступлением за сборную был матч против Бельгии, завершившийся победой Нидерландов со счётом 3:1. Он также сыграл против сборных Шотландии и Чехословакии. Последний матч за сборную Дюлленс провёл в ноябре 1966 года в отборочном этапе на чемпионат Европы 1968 против сборной Дании.

### Смерть
Дюлленс скончался 16 июня 2024 года в Ситтарде в возрасте 79 лет из-за диагностированной у него в 2021 году болезни Альцгеймера.